# Dicranomyia (Peripheroptera) parvistigmata
Dicranomyia (Peripheroptera) parvistigmata is een tweevleugelige uit de familie steltmuggen (Limoniidae). De soort komt voor in het Neotropisch gebied.